# Paolo Di Canio
Paolo Di Canio, italijanski nogometaš, * 9. julij 1968, Rim, Italija.
Di Canio je nogometni trener in nekdanji napadalec. 
Kariero je začel v Laziu, nato pa je nastopal še za Juventus, Napoli, A.C. Milan, Celtic, Sheffield Wednesday F.C., West Ham in Charlton. Avgusta 2004 je prestopil nazaj k Laziu, kjer je zaradi svoje desničarske usmerjenosti še vedno simbol kluba.